# Ghassan Alian
Ghassan Alian (árabe : غسان عليان, hebreo: רסאן עליאן; nacido el 21 de marzo de 1972) es un oficial druso israelí de las  Fuerzas de Defensa de Israel y actual jefe del Coordinador de Actividades Gubernamentales en los Territorios. Aluf por rango, anteriormente se desempeñó como oficial ejecutivo del Comando Central y jefe de la Administración Civil israelí. Alian es uno de los drusos de mayor rango en las FDI y ha servido desde 1990.